# Митропа куп 1989.
Митропа куп 1989. је било 47. издање клупског фудбалског такмичења Митропа купа.
Такмичење је трајало од 20. октобра  до 8. децембра 1989. године. Учествовале су четири екипе из Италије, Мађарске, Чехословачке и СФР Југославије. 

## Резултати

### Полуфинале
| Меч | Клуб          | Држава       | укупан рез. | Држава   | Клуб        | 1. утак. | 2. утак. |
| --- | ------------- | ------------ | ----------- | -------- | ----------- | -------- | -------- |
| 1   | Болоња        | Италија      | 8:5         | Мађарска | Ференцварош | 5:2      | 3:3      |
| 2   | Бањик Острава | Чехословачка | -1          | СФРЈ     | Војводина   | -        | -        |

Напомена: 1Војводина је одустала од такмичења.

### Финале
| Меч | Клуб          | Држава       | укупан рез. | Држава  | Клуб   | 1. утак. | 2. утак. |
| --- | ------------- | ------------ | ----------- | ------- | ------ | -------- | -------- |
| 1   | Бањик Острава | Чехословачка | 4:2         | Италија | Болоња | 2:1      | 2:1      |

| Освајач Митропа купа 1989. |
| -------------------------- |
| Бањик Острава 1. Титула    |